# Ethan White
Ethan White est un joueur de soccer américain né le 1er janvier 1991 à Kensington dans le Maryland. Il évolue actuellement au poste de défenseur.

## Biographie
Ethan White signe un contrat Home Grown Player de la MLS avec son club formateur le DC United le 14 décembre 2010.
Le 10 décembre 2015, White est transféré au New York City FC contre un choix de 4e ronde lors de la MLS SuperDraft 2017.

## Palmarès
- Lamar Hunt U.S. Open Cup en 2013